# Emma Gregores
Emma Gregores (1927-2007) fue una lingüista y autora especializada en la lengua guaraní. Realizó sus estudios de grado en la Universidad de Buenos Aires, y trabajó como profesora de Gramática y Teoría Lingüística en la Universidad de La Plata e investigadora del Consejo Nacional de Investigaciones Científicas y Técnicas (CONICET). Sus trabajos pertenecen a la etapa fundacional de la Lingüística aborigen.
Entre 1966 y 1968, junto con Jorge Alberto Suárez realizaron importantes estudios sobre el tehuelche y en la comunidad de Camusu Aike recolectaron un vasto corpus lingüístico de esta lengua. En 1966, fundó y dirigió la Sección de Lenguas Indígenas del CICE (Centro de Investigaciones en Ciencias de la Educación), asociado al Instituto Di Tella.
En Estados Unidos, bajo la dirección de Charles Hockett, realizó estudios de doctorado en la Universidad de Cornell. Su tesis, realizada en conjunto con Jorge A. Suárez, consistió en la descripción del guaraní coloquial (Gregores y Suárez, 1967). Fueron los primeros ciudadanos argentinos en obtener un doctorado en Lingüística. También tradujeron al español el “Curso de Lingüística Moderna de Hockett” (1974).
Tras su vuelta a la Argentina, en colaboración con Ana María Barrenechea, trabajó en el proyecto “Estudio del Habla Culta”.  Integró el Instituto de Filología y publicó varios artículos en la Revista de Filología. Además, fundó la Sección de Lenguas Indígenas en el CONICET. 
Discípulas suyas son las investigadoras Perla Golbert, Lucía Golluscio, Elena Lozano, Estela Biondi y Angelita Martínez. En su mayoría abocadas al estudio de lenguas de pueblos originarios.

## Premios y reconocimientos
- Premio Konex 1986: Dialectología y Lenguas Indígenas[3]

## Obras destacadas
- Gregores, E. (1974). “Informe sobre el estado de las lenguas indígenas de la Argentina”. Documento de Trabajo. Bs. As. CICE.
- Gregores, E. 1974: "Pautas para el relevamiento etnolingüístico". CICE (m.i.)
- Gregores, E., & Suarez, J. A. (1967). “A Description of Colloquial Guarani”. Janua Linguarum. Series Practical, XXVII. Disponible en línea
- Gregores, E. (1966). Las raíces del pensamiento gramatical de Bello. “Estudios reunidos en conmemoración del centenario de su muerte”, 82-96.
- Hockett, Charles. 1965. “Curso de lingüística moderna”. Traducción de Emma Gregores y Jorge Suárez. Buenos Aires, EUDEBA.
- Gregores, E. (1953). El humanismo de Quevedo. “Anales de filología clásica”, (6), 91-105.